# Zosterops hypolais
El anteojitos liso (Zosterops hypolais) es una especie de ave paseriforme de la familia Zosteropidae endémica de Yap, en el oeste de las islas Carolinas.

## Distribución y hábitat
El anteojitos liso se encuentra en cuatro de las islas de Yap, pertenecientes al archipiélago de las islas Carolinas, en el oeste de la Micronesia. Su hábitat natural son los bosques tropicales isleños.